# Новый Мир (Курганская область)
Новый Мир — посёлок в Юргамышском районе Курганской области. Входит в состав Юргамышского поссовета.

## География
Расположен у региональной трассы 37К-0011 Иртыш — Юргамыш — Куртамыш, в 3 км к юго-востоку от центра сельского поселения поселка Юргамыш.

## История
До 1965 года входил в состав Кипельского сельсовета. В советский период являлся отделением колхоза "Большевик".

## Население
| 1989 | 2002  | 2010  |
| ---- | ----- | ----- |
| 1158 | ↗1417 | ↘1325 |

Национальный состав
Согласно результатам Всероссийской переписи населения 2002 года, в национальной структуре населения русские составляли 94 %.